# Praetorianusok
Praetorianusnak nevezték a Római Birodalomban a cohors praetoria katonáit, akik eredetileg a hadvezér testőrségét képezték, és a szövetségesek válogatott legénységéből alakították meg a testületet.
Publius Cornelius Scipio Africanus ugyanezen a néven saját testőrséget válogatott ki a lovagrendűek közül. Ezután cohors praetoria néven fordulnak elő mindazok, akik a vezér közvetlen környezetéhez tartoztak (a quaestor, a legatusok, kísérők és jó barátok – comites –, írnokok, tolmácsok, hírnökök, orvosok, lictorok stb). Augustus császár megtartotta az elnevezést és cohortes praetoriae néven kilenc, egyenként ezer embert számláló csapatot szervezett Itália belső nyugalmának biztosítására. Közülük három cohors mindig Rómában volt, polgároknál elszállásolva, a többiek Itália külső városaiban.
Tiberius valamennyit Rómában összpontosította és a város körfala szomszédságában megerősített tábort csináltatott nekik (castra praetoria). Ők alkották a császári testőrséget. Kiváltságos alakulat volt, a szolgálati idő is „csak” 16 év volt, míg a legionáriusok 20 évre kötelezték el magukat.
A praetorianusok már a Iulius–Claudius-dinasztia kora óta minden palotaforradalomban részt vettek, a későbbi korokban rendszeresek voltak a zendülések. A katonacsászárok korában nem egyszer választottak császárt. Diocletianus tetrarchiájában a négy praetori praefecturát a praetorianus gárda vezetői, a praefectus praetoriók igazgatták. Nagy Konstantin, miután a Milvius-hídi csatában legyőzte Maxentius csapatait, az ellenfelét támogató praetorianus gárdát feloszlatta és táborukat leromboltatta.

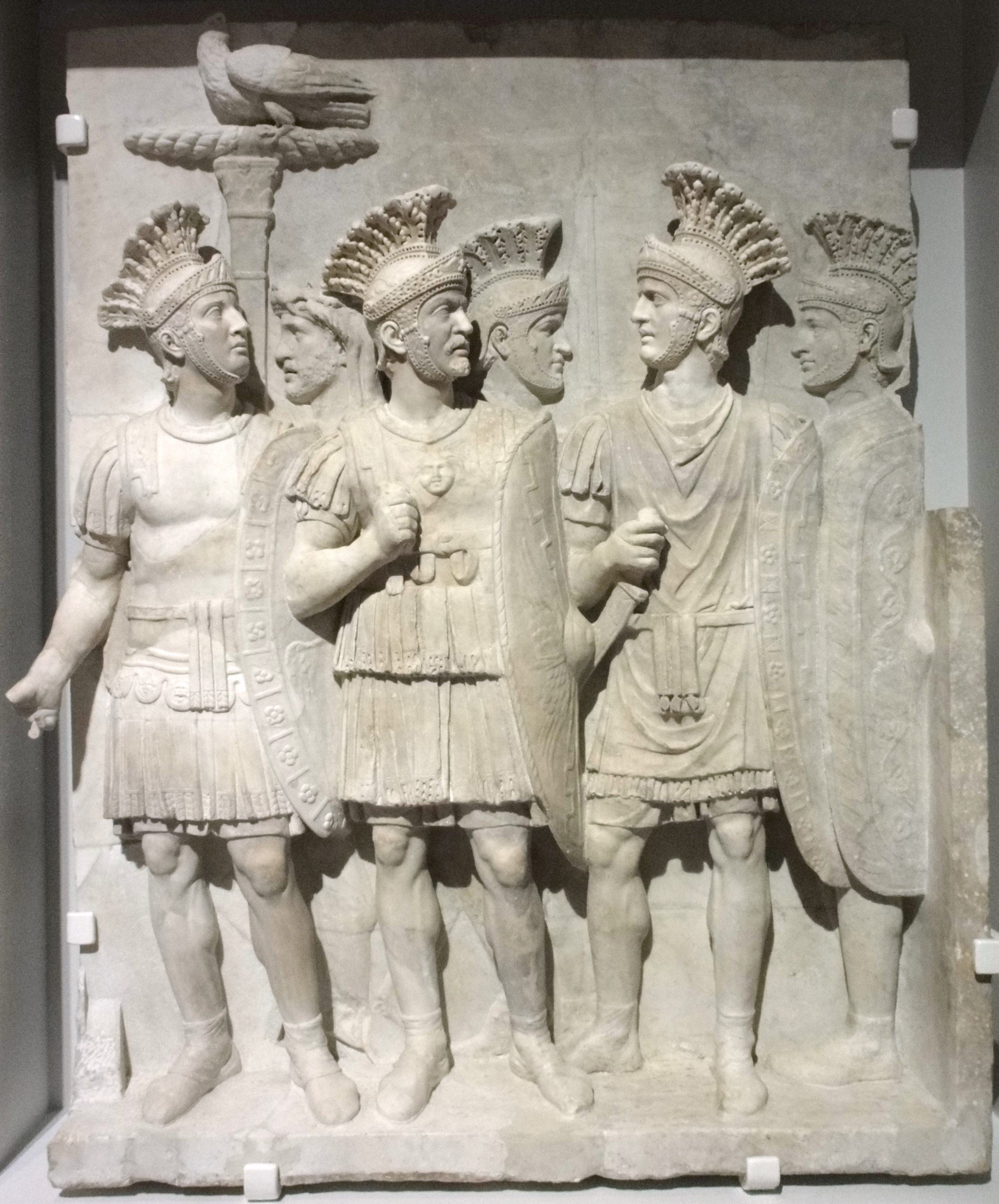
Praetorianus tisztek egy Kr.u. 51-52-ből származó reliefen. Jól megfigyelhető római lovassági sisakjuk, izomvértjük, valamint korai császárkori ovális pajzsuk.